# Честър (река)
Вижте пояснителната страница за други значения на Честър.
Честър (на английски: Chester River) е река в Съединените американски щати, един от големите притоци на Чесапийкския залив, която се намира на полуостров Делмарва.
Тя е приблизително 43 мили (69 км) дълга, а водосборния и басейн обхваща площ от 950 кв. км, който включва 760 кв. км. на сушата. Така от общата площ на водосборния басейн 20% е вода. Реката формира границата между окръзите Кент и Куин Ан в Мериленд, а изворите и минават през окръзите Нюкасъл иКент в Делауеър. Честъртаун, главния град на окръгКент в Мериленд, е разположен на северния бряг на реката. Той се намира на юг от река Сасафрас и на север от Източния залив, и е свързана с Източния залив чрез канала Кент.
Честър започва от Милингтън, щата Мериленд, където Сайпрес Бранч и Ендоувър Бранч се обединяват. Реката се влива в Чесапикския залив чрез много широко устие, което се намира между Лав Пойнт на остров Кент и Суон Пойнт близо до Грейтитуд, Мериленд. Сайпрес Бранч тече в югозападната част на Ню Касъл, Делауеър, а Ендоувър Бранч с неговия приток, Сиуъл Бранч, тече в северозападната част наКент, Делауеър.

## Притоци
Нейните основни притоци са Лангфорд Крийк и Морган Крийк от северната страна, и река Корсика и Саутийст Крийк от южната страна. Има и няколко по-малки реки от северната страна на Честър – Чърч Крийк, Грейс Ин Крийк, Шипън Крийк, Джарет Крийк, Браунс Крийк, Броуд Крийк, Дам Крийк, Морган Крийк, Радклиф Крийк и Майлс Бранч, От южната страна в Честър се вливат потоците Куинстаун Крийк, Тилман Крийк, Рийд Крийк, Гроув Крийк, Хембълтън Крийк, Росайн Крийк, Форман Бранч и Юником Бранч.

## История
Известно е, че през 1774 г., колонисти се качват на борда на британски кораб, закотвен в река Честър в Честър Сити, също така наричан Нютаун он Честър, и изхвърлят товара с чай зад борда, имитирайки Бостънското чаено парти, акт на гражданско неподчинение срещу крал Джордж III. Този акт после става известен като Честъртаунско чаено парти.